# ちゅうおん
ちゅうおんは、女性アイドルグループ私立恵比寿中学（えびちゅう）が秋に開催している野外コンサート。
通常のライブとは異なり、ペンライトの使用やコールは禁止、全席着席指定、大所帯の生バンドによる演奏が特徴。夏の野外ライブ「ファミえん」のカウンター企画として始まった。
2023年10月に開催された私立恵比寿中学のライブイベント「オケラディスコ」についても記載する。

## 概要
2024年までの会場は埼玉・秩父ミューズパーク 野外ステージ。2017年から2022年までは秋のお彼岸の時期に開催されていた。2019年の開催は無かったが、2020年はコロナ禍で春ツアーやファミえんなどが中止になっても、観客の声出し無し（コール禁止）の野外コンサート「ちゅうおん 2020」は無事に開催され、私立恵比寿中学（エビ中）にとって7ヶ月ぶりの有観客公演となった。2024年は10月に開催された。2025年は11月に東西ホールツアーとして開催する。
| 開催日                                      | タイトル                                                                    | 開演時間      | 開演時の天候（秩父）                        |
| ------------------------------------------- | --------------------------------------------------------------------------- | ------------- | ------------------------------------------- |
| 2017年9月23日（土）                         | エビ中 秋風と鈴虫と音楽のしらべ 題して「ちゅうおん」2017                    | 17:30         | 曇・20.9℃                                   |
| 2018年9月22日（土）                         | エビ中 秋空と松虫と音楽のつどい 題して「ちゅうおん」2018                    | 17:00         | 曇・26.1℃                                   |
| 2020年9月19日（土） 2020年9月20日（日）     | エビ中 秋麗と轡虫と音楽のこだま 題して「ちゅうおん」2020                    | 13:00 / 17:00 | 曇・23.4℃ / 曇・22.3℃ 曇・20.1℃ / 曇・21.3℃ |
| 2021年9月25日（土） 2021年9月26日（日）     | エビ中 秋声と螻蛄と音楽の輝き 題して「ちゅうおん」2021                      | 13:00 / 17:00 | 曇・19.9℃ / 曇・19.0℃ 雨・17.6℃ / 曇・17.3℃ |
| 2022年9月24日（土） 2022年9月25日（日）     | 私立恵比寿中学 We sing a popular tune on the stage 題して「ちゅうおん」2022 | 13:00 / 17:00 | 曇・26.8℃ / 雨・25.5℃ 晴・26.0℃ / 晴・24.3℃ |
| 2023年10月7日（土） 2023年10月22日（土）    | （オケラディスコ2023）                                                      |               | [ 1 ]                                       |
| 2024年10月5日（土）                         | 私立恵比寿中学 仲秋音楽祭 題して「ちゅうおん」2024                          | 13:00 / 17:00 | 雨・19.6℃ / 曇・19.2℃                       |
| 2025年11月2日（日） 2025年11月3日（月・祝） | ちゅうおん 2025                                                             |               |                                             |

| タイトル                                                                        | 発売日         | 規格品番・備考 |
| ------------------------------------------------------------------------------- | -------------- | --- |
| エビ中 秋風と鈴虫と音楽のしらべ 題して「ちゅうおん」2017                        | 2017年12月23日 | ライブアルバム ファンクラブ限定、完全生産限定 SEC8-18（CD）                                                                            |
| エビ中 夏のファミリー遠足 略してファミえん in モリコロパーク 2017（初回限定盤） | 2018年1月3日   | SEXL-112〜113（2Blu-ray） Blu-ray（ディスク2）に『エビ中 秋風と鈴虫と音楽のしらべ 題して「ちゅうおん」2017』のライブ映像（12曲）を収録 |
| エビ中 秋空と松虫と音楽のつどい 題して「ちゅうおん」2018                        | 2018年11月14日 | ライブアルバム ファンクラブ限定、完全生産限定 SEC8-22（CD）                                                                            |
| MUSiC（初回生産限定盤A）                                                        | 2019年3月13日  | SECL-2393〜2394（CD+Blu-ray） Blu-rayに『エビ中 秋空と松虫と音楽のつどい 題して「ちゅうおん」2018』のベストチョイス映像（10曲）を収録  |
| エビ中 秋麗と轡虫と音楽のこだま 題して「ちゅうおん」2020                        | 2020年11月25日 | ライブアルバム SECL-2641〜2642（一般流通盤、2CD） SEC8-30〜31ほか（ファンクラブ限定盤、2CD）                                           |
| エビ中 秋声と螻蛄と音楽の輝き 題して「ちゅうおん」2021                          | 2021年12月22日 | ライブアルバム SECL-2730〜2732（期間生産限定盤、2CD+Blu-ray） SEC8-50〜51ほか（ファンクラブ限定盤、2CD）                               |
| エビ中 夏のファミリー遠足 略してファミえん in 山中湖 2022（初回生産限定盤）     | 2022年12月14日 | SEXL-165〜167（Blu-ray+2CD） CD2枚に『We sing a popular tune on the stage 題して「ちゅうおん」2022』DAY2のライブ音源を収録             |
| 私立恵比寿中学 新春大学芸会2024〜高く飛ぶ竜と僕らのその先〜（初回生産限定盤）   | 2024年7月3日   | SEXL-297〜298（2Blu-ray） 『オケラディスコ2023』東京国際フォーラム公演のライブダイジェスト映像を収録                                   |

| 開催年 | メンバー   | 歌唱曲                           | オリジナル                        |
| ------ | ---------- | -------------------------------- | --------------------------------- |
| 2017年 | 安本彩花   | 楓                               | スピッツ                          |
| 2017年 | 廣田あいか | 花束を君に                       | 宇多田ヒカル                      |
| 2017年 | 小林歌穂   | LOVE LOVE LOVE                   | DREAMS COME TRUE                  |
| 2017年 | 中山莉子   | マカロニ                         | Perfume                           |
| 2017年 | 柏木ひなた | ray                              | BUMP OF CHICKEN                   |
| 2017年 | 真山りか   | Sign                             | Mr.Children                       |
| 2017年 | 星名美怜   | 歌舞伎町の女王                   | 椎名林檎                          |
| 2018年 | 真山りか   | 三国駅                           | aiko                              |
| 2018年 | 安本彩花   | 僕が一番欲しかったもの           | 槇原敬之                          |
| 2018年 | 星名美怜   | マリーゴールド                   | あいみょん                        |
| 2018年 | 中山莉子   | エイリアンズ                     | キリンジ                          |
| 2018年 | 小林歌穂   | やさしい気持ち                   | CHARA                             |
| 2018年 | 柏木ひなた | Lemon                            | 米津玄師                          |
| 2020年 | 真山りか   | ノーダウト                       | Official髭男dism                  |
| 2020年 | 星名美怜   | タマシイレボリューション         | Superfly                          |
| 2020年 | 柏木ひなた | Wonderland                       | iri                               |
| 2020年 | 安本彩花   | 金木犀の夜                       | きのこ帝国                        |
| 2020年 | 小林歌穂   | 糸                               | 中島みゆき                        |
| 2020年 | 中山莉子   | 愛のために                       | 奥田民生                          |
| 2021年 | 小久保柚乃 | シャングリラ                     | チャットモンチー                  |
| 2021年 | 安本彩花   | CITRUS                           | Da-iCE                            |
| 2021年 | 真山りか   | 真夜中のドア〜Stay With Me       | 松原みき                          |
| 2021年 | 風見和香   | ダンデライオン〜遅咲きのたんぽぽ | 原田知世                          |
| 2021年 | 小林歌穂   | 黒毛和牛上塩タン焼680円          | 大塚愛                            |
| 2021年 | 桜木心菜   | 深夜高速                         | フラワーカンパニーズ              |
| 2021年 | 星名美怜   | GLAMOROUS SKY                    | 中島美嘉                          |
| 2021年 | 中山莉子   | ナンダカンダ                     | 藤井隆                            |
| 2021年 | 柏木ひなた | 白日                             | King Gnu                          |
| 2022年 | 柏木ひなた | Automatic                        | 宇多田ヒカル                      |
| 2022年 | 小久保柚乃 | ワンダーフォーゲル               | くるり                            |
| 2022年 | 風見和香   | ケダモノのフレンズ               | にしな                            |
| 2022年 | 小林歌穂   | くちばしにチェリー               | EGO-WRAPPIN'                      |
| 2022年 | 安本彩花   | It's just love                   | MISIA                             |
| 2022年 | 桜木心菜   | 情熱                             | UA                                |
| 2022年 | 星名美怜   | 愛の才能                         | 川本真琴                          |
| 2022年 | 真山りか   | シンデレラボーイ                 | Saucy Dog                         |
| 2022年 | 中山莉子   | 今夜はブギーバック               | 小沢健二 featuring スチャダラパー |
| 2024年 | 小林歌穂   | 真夏の夜の夢                     | 松任谷由実                        |
| 2024年 | 小久保柚乃 | スイミング                       | 深田恭子                          |
| 2024年 | 中山莉子   | すばらしい日々                   | UNICORN                           |
| 2024年 | 桜井えま   | 東京フラッシュ                   | Vaundy                            |
| 2024年 | 星名美怜   | 君に夢中                         | 宇多田ヒカル                      |
| 2024年 | 桜木心菜   | 悲しみの果て                     | エレファントカシマシ              |
| 2024年 | 風見和香   | 心を開いて                       | ZARD                              |
| 2024年 | 仲村悠菜   | SUMMER SONG                      | YUI                               |
| 2024年 | 真山りか   | アボカド                         | yonige                            |
| 2024年 | 安本彩花   | パラシューター                   | Folder                            |

| 公演の種類       | ペン ライト | コール 声出し | 公演中 の立見                       | 座席                                | 季節 | 場所                            | 備考                   |
| ---------------- | ----------- | ------------- | ----------------------------------- | ----------------------------------- | ---- | ------------------------------- | ---------------------- |
| ちゅうおん       | ×           | ×             | ×                                   | 全席着席指定                        | 秋   | 野外ステージ 秩父ミューズパーク | 大所帯の生バンド演奏   |
| オケラディスコ   | ×           | 〇            | 〇                                  | 全席指定                            | 秋   | 都内と横浜のホール              | オーケストラ演奏       |
| 大学芸会         | 〇          | 〇            | 〇                                  | 全席指定                            | 冬   | アリーナなど                    | 生バンド演奏の場合あり |
| 秋田分校         | 〇          | 〇            | 〇                                  | 全席指定                            | 秋   | 秋田県のホール                  | 秋田のゲスト多数       |
| ホール公演       | 〇          | 〇            | 〇                                  | 全席指定                            |      | コンサートホール                |                        |
| ライブハウス公演 | 〇          | 〇            | スタンディング もしくは座席あり     | スタンディング もしくは座席あり     |      | ライブハウス                    |                        |
| ファミえん       | 〇          | 〇            | スタンディング リラックスエリアあり | スタンディング リラックスエリアあり | 夏   | 野外ステージ （山中湖など）     | 水を使った演出         |

## 2017年
エビ中 秋風と鈴虫と音楽のしらべ 題して「ちゅうおん」2017は、2017年9月23日に埼玉・秩父ミューズパーク 野外ステージで開催された第1回目のちゅうおん。
Blu-ray「私立恵比寿中学 エビ中 夏のファミリー遠足 略してファミえん in モリコロパーク 2017」初回限定盤に12曲のライブ映像を収録（冒頭の「LIFE feat.bird」（MONDO GROSSOのカバー）と下記にある一覧の中で★の付いた曲のライブ映像を収録）。
ライブアルバムが2017年12月23日にファンクラブ「秘密結社★ブラックタイガー」会員限定、完全生産限定で発売された（規格品番：SEC8-18）。
ディスク1（CD）
1. summer dejavu ★
2. イイトモ（Re-Arrange） ★
3. 君のままで ★
4. 大人はわかってくれない ★
5. お願いジーザス
6. U.B.U.
7. ポップコーントーン
8. どしゃぶりリグレット（Re-Arrange） ★
9. アンコールの恋（Re-Arrange） ★

ディスク2（CD）
1. 幸せの貼り紙はいつも背中に（Re-Arrange） ★
2. 手をつなごう（Re-Arrange）
3. 買い物しようと町田へ ★
4. 日進月歩 ★
5. YELL（Re-Arrange） ★
6. さよならばいばいまたあした
7. 涙は似合わない ★

ライブアルバムには収録されなかったが、各メンバーがカバーを披露した。安本彩花「楓」（スピッツ）、廣田あいか「花束を君に」（宇多田ヒカル）、小林歌穂「LOVE LOVE LOVE」（DREAMS COME TRUE）、中山莉子「マカロニ」（Perfume）、柏木ひなた「ray」（BUMP OF CHICKEN）、真山りか「Sign」（Mr.Children）、星名美怜「歌舞伎町の女王」（椎名林檎）。

## 2018年
エビ中 秋空と松虫と音楽のつどい 題して「ちゅうおん」2018は、2018年9月22日に埼玉・秩父ミューズパーク 野外ステージで開催された第2回目のちゅうおん。
5thアルバム「MUSiC」（初回生産限定盤A）にベストチョイス映像（10曲）を収録している（下記にある一覧の中で★の付いた曲のライブ映像を収録）。
ライブアルバムが2018年11月14日にファンクラブ限定、完全生産限定で発売された（規格品番：SEC8-22）。
ディスク1（CD）
1. 星のかけらを探しに行こう Again（福耳のカバー）
2. summer dejavu(ちゅうおん'18)
3. シンガロン・シンガソン(ちゅうおん'18) ★
4. 紅の詩(ちゅうおん'18) ★
5. スウィーテスト・多忙。(ちゅうおん'18)
6. スーパーヒーロー(ちゅうおん'18)
7. 日記(ちゅうおん'18)
8. 全力☆ランナー ★
9. YELL(ちゅうおん'18)
10. 靴紐とファンファーレ(ちゅうおん'18)
11. 感情電車(ちゅうおん'18) ★

ディスク2（CD）
1. 朝顔(ちゅうおん'18) ★
2. 若者のすべて（フジファブリックのカバー）
3. 響(ちゅうおん'18)
4. I'm your MANAGER!!!(ちゅうおん'18)
5. まっすぐ(ちゅうおん'18) ★
6. 約束(ちゅうおん'18) ★
7. でかどんでん(ちゅうおん'18) ★
8. EBINOMICS(ちゅうおん'18) ★
9. 蛍の光(Demo)(ちゅうおん'18) ★

ライブアルバムには収録されなかったが、各メンバーがカバーを披露した。真山りか「三国駅」（aiko）、安本彩花「僕が一番欲しかったもの」（槇原敬之）、星名美怜「マリーゴールド」（あいみょん）、中山莉子「エイリアンズ」（キリンジ）、小林歌穂「やさしい気持ち」（CHARA）、柏木ひなた「Lemon」（米津玄師）。

## 2020年
エビ中 秋麗と轡虫と音楽のこだま 題して「ちゅうおん」2020（えびちゅう あきうらら と くつわむし と おんがくのこだま ―）は、2020年9月19日・20日に埼玉・秩父ミューズパーク 野外ステージで開催された第3回目のちゅうおん。エビ中の有観客ライブは2020年2月以来7ヶ月ぶりの開催となった。
ライブアルバムが2020年11月25日にCD2枚組で発売された。一般流通盤（規格品番：SECL-2641〜2642）のほか、「ファンクラブ限定盤」として各メンバーごとにソロジャケットの絵柄が異なる盤を発売した（真山盤：SEC8-30〜31、安本盤：SEC8-32〜33、星名盤：SEC8-34〜35、柏木盤：SEC8-36〜37、小林盤：SEC8-38〜39、中山盤：SEC8-40〜41）。
ディスク1（CD）
1. 風になりたい（THE BOOMのカバー）
2. 君のままで
3. 自由へ道連れ（椎名林檎のカバー）
4. SHAKE! SHAKE!
5. 誘惑したいや
6. 感情電車
7. 23回目のサマーナイト ( ちゅうおん ver. )
8. ノーダウト / 真山りか（Official髭男dismのカバー）
9. タマシイレボリューション / 星名美怜（Superflyのカバー）
10. Wonderland / 柏木ひなた（iriのカバー）
11. 金木犀の夜 / 安本彩花（きのこ帝国のカバー）
12. 糸 / 小林歌穂（中島みゆきのカバー）
13. 愛のために / 中山莉子（奥田民生のカバー）
14. 紅の詩

ディスク2（CD）
1. バタフライエフェクト
2. スターダストライト ( ちゅうおん ver. )（第2部のみ演奏）
3. まっすぐ ( ちゅうおん ver. )[9]
4. 踊るロクデナシ
5. 星の数え方 ( ちゅうおん ver. )（第2部のみ演奏）[10]
6. 23回目のサマーナイト
7. ちがうの ( ちゅうおん ver. ) ※Bonus Track（第1部のみ演奏）
8. 頑張ってる途中 ※Bonus Track（第1部のみ演奏）

通常盤は2日目（9月20日）の第2部公演の全曲に加え、第1部でのみ演奏された「ちがうの ( ちゅうおん ver. ) 」「頑張ってる途中」の2曲を収録。

## 2021年
エビ中 秋声と螻蛄と音楽の輝き 題して「ちゅうおん」2021（えびちゅう しゅうせい と おけら と おんがくのかがやき ―）は、2021年9月25日・26日に埼玉・秩父ミューズパーク 野外ステージで開催された第4回目のちゅうおん。
新メンバーの3人（桜木心菜・小久保柚乃・風見和香）にとって初の有観客ワンマンライブとなった。
ライブアルバムが2021年12月22日に発売される。期間生産限定盤（規格品番：SECL-2730～2732）のほか、「ファンクラブ限定盤」として各メンバーごとにソロジャケットの絵柄が異なる盤を発売する（真山盤：SEC8-50〜51、安本盤：SEC8-52〜53、星名盤：SEC8-54〜55、柏木盤：SEC8-56〜57、小林盤：SEC8-58〜59、中山盤：SEC8-60〜61、桜木盤：SEC8-62〜63、小久保盤：SEC8-64〜65、風見盤：SEC8-66〜67）。
ディスク1（CD）
1. LIFE feat.bird（MONDO GROSSOのカバー）
2. summer dejavu
3. 誘惑したいや
4. 朝顔
5. 頑張ってる途中
6. 大人はわかってくれない（第2部のみ演奏）
7. トレンディガール（第2部のみ演奏）
8. フユコイ
9. イエローライト ( ちゅうおん ver. )

ディスク2（CD）
1. シャングリラ / 小久保柚乃（チャットモンチーのカバー）
2. CITRUS / 安本彩花（Da-iCEのカバー）
3. 真夜中のドア〜Stay With Me / 真山りか（松原みきのカバー）
4. ダンデライオン〜遅咲きのたんぽぽ / 風見和香（原田知世のカバー）
5. 黒毛和牛上塩タン焼680円 / 小林歌穂（大塚愛のカバー）
6. 深夜高速 / 桜木心菜（フラワーカンパニーズのカバー）
7. GLAMOROUS SKY / 星名美怜（中島美嘉のカバー）
8. ナンダカンダ / 中山莉子（藤井隆のカバー）
9. 白日 / 柏木ひなた（King Gnuのカバー）
10. 青い青い星の名前
11. 中人DANCE MUSIC（第2部のみ演奏）
12. なないろ ( THE FIRST TAKE ver. )
13. 約束
14. 蛍の光 ( ちゅうおん ver. )
15. イヤフォン・ライオット
16. COLOR ※Bonus Track（第1部のみ演奏）
17. あなたのダンスで騒がしい ※Bonus Track（第1部のみ演奏）
18. 自由へ道連れ ※Bonus Track（第1部のみ演奏）

期間生産限定盤は2日目（9月26日）の第2部公演の全曲に加え、第1部でのみ演奏された「COLOR」「あなたのダンスで騒がしい」「自由へ道連れ」の3曲を収録。
ディスク3（Blu-ray） ※ 期間生産限定盤のみ
ドキュメンタリー「シン・EVERYTHING POINT 1/2」
新メンバー加入〜安本彩花の復帰とTHE FIRST TAKEへの出演〜9人体制初のレコーディングなど、2021年夏までのエビ中を追ったドキュメンタリー
後編の 「シン・EVERYTHING POINT 2/2」は、アルバム「私立恵比寿中学」完全生産限定盤B（2022年3月22日発売）に付属するBlu-rayに収録。
ライブ音源が『エビ中 秋声と螻蛄と音楽の輝き 題して「ちゅうおん」2021（Live）』として2022年8月31日に配信リリースされた。

## 2022年
私立恵比寿中学 We sing a popular tune on the stage 題して「ちゅうおん」2022は、2022年9月24日・25日に埼玉・秩父ミューズパーク 野外ステージで開催された第5回目のちゅうおん。
ライブ音源を収録したライブCD2枚が、Blu-ray『エビ中 夏のファミリー遠足 略してファミえん in 山中湖 2022』の初回生産限定盤に特典として付属する。
『We sing a popular tune on the stage 題して「ちゅうおん」2022』DAY2（『エビ中 夏のファミリー遠足 略してファミえん in 山中湖 2022』Blu-ray 初回生産限定盤 特典ライブCD2枚）
CD1
1. Life from the sun（Studio Apartmentのカバー）
2. どしゃぶりリグレット
3. 曇天
4. U.B.U.
5. 日記
6. ヘロー
7. トキメキ的週末論
8. お願いジーザス（第2部のみ演奏）
9. 感情電車
10. Automatic / 柏木ひなた（宇多田ヒカルのカバー）
11. ワンダーフォーゲル / 小久保柚乃（くるりのカバー）
12. ケダモノのフレンズ / 風見和香（にしなのカバー）
13. くちばしにチェリー / 小林歌穂（EGO-WRAPPIN'のカバー）
14. It's just love / 安本彩花（MISIAのカバー）
15. 情熱 / 桜木心菜（UAのカバー）
16. 愛の才能 / 星名美怜（川本真琴のカバー）
17. シンデレラボーイ / 真山りか（Saucy Dogのカバー）
18. 今夜はブギーバック / 中山莉子（小沢健二 featuring スチャダラパーのカバー）

CD2
1. さよならばいばいまたあした（第2部のみ演奏）
2. ナガレボシ（第2部のみ演奏）
3. スーパーヒーロー
4. 蛍の光
5. 星の数え方（第2部のみ演奏）
6. また明日
7. 幸せの貼り紙はいつも背中に（第1部のみ演奏）
8. 涙は似合わない（第1部のみ演奏）
9. 宇宙は砂時計（第1部のみ演奏）
10. ハッピーエンドとそれから（第1部のみ演奏）

## オケラディスコ
2023年は10月にライブイベント「オケラディスコ2023」が開催された。イベントタイトルの「オケラディスコ」には「エビ中の音楽をオーケストラとともに楽しんでほしい」という思いが込められており、「オケラ」がオーケストラ、「ディスコ」がダンス・ミュージックを意味する。会場はパシフィコ横浜 国立大ホール（10月7日）と東京国際フォーラム ホールA（10月22日）。屋内のコンサートホールにて全2公演の開催となった。
映像作品Blu-ray「私立恵比寿中学 新春大学芸会2024〜高く飛ぶ竜と僕らのその先〜」初回生産限定盤に「オケラディスコ2023」（@東京国際フォーラム ホールA）ライブダイジェスト映像が収録されている。

## 2024年
私立恵比寿中学 仲秋音楽祭 題して「ちゅうおん」2024は、2024年10月5日に私立恵比寿中学（えびちゅう）が埼玉・秩父ミューズパーク 野外ステージにて昼夜2部制で開催された第6回目のちゅうおん。

## 2025年
ちゅうおん 2025は、2025年11月2日・3日に私立恵比寿中学（えびちゅう）が開催するコンサート。東西ホールツアーとして、11月2日に神奈川・カルッツかわさき、11月3日に愛知・愛知県芸術劇場で開催される。